# Orlí fontána
Orlí fontána (Fontana dell'Aquilone) se nachází ve Vatikánských zahradách, v blízkosti sochy sv. Petra. Pochází ze 17. století a jejím autorem je nizozemský sochař Jan van Santen (Římany zvaný Vasanzio). Fontánu vytvořil pro papeže Pavla V. v letech 1611 – 1612 u příležitosti opravy starého akvaduktu Acqua Paola, který přivádí do Vatikánu vodu. Také proto je hlavním prvkem fontány orel, součást papežova rodového znaku. K vytvoření fontány přispěli i další umělci, jako například Carlo Maderno, autor alegorických soch.
Fontána je vymodelována z travertinových bloků jako umělá skála s výklenky, kde voda v kaskádách padá do spodní oválné nádrže. Kromě hlavního proudu jdou další prameny z alegorických soch i mimo ně. Zcela na vrchu fontány je umístěna socha orla. V postranních výklencích jsou skryté sochy tritonů na delfínech a draků.